# Javastraat (Den Haag)

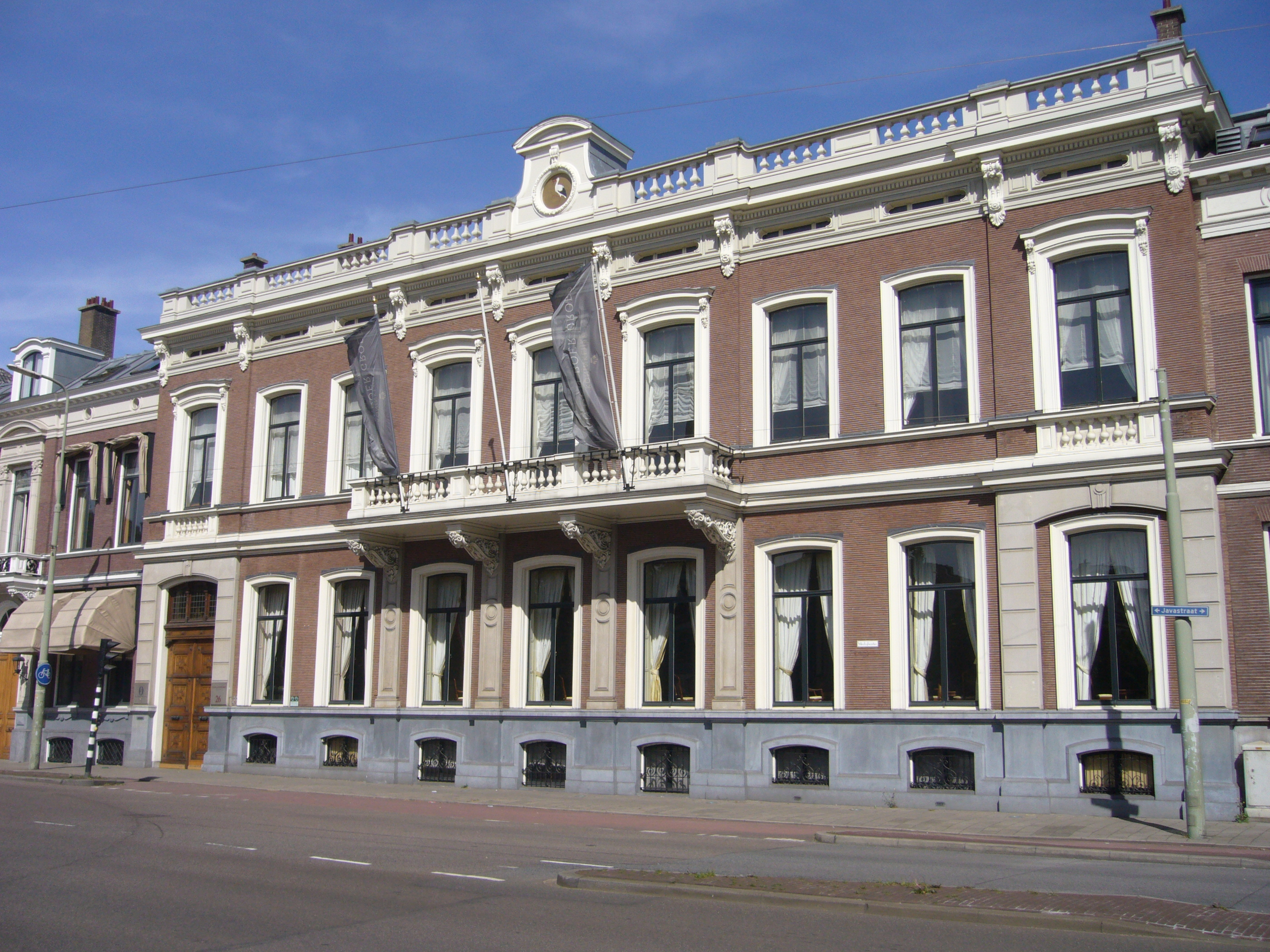
Voormalig stadhuis

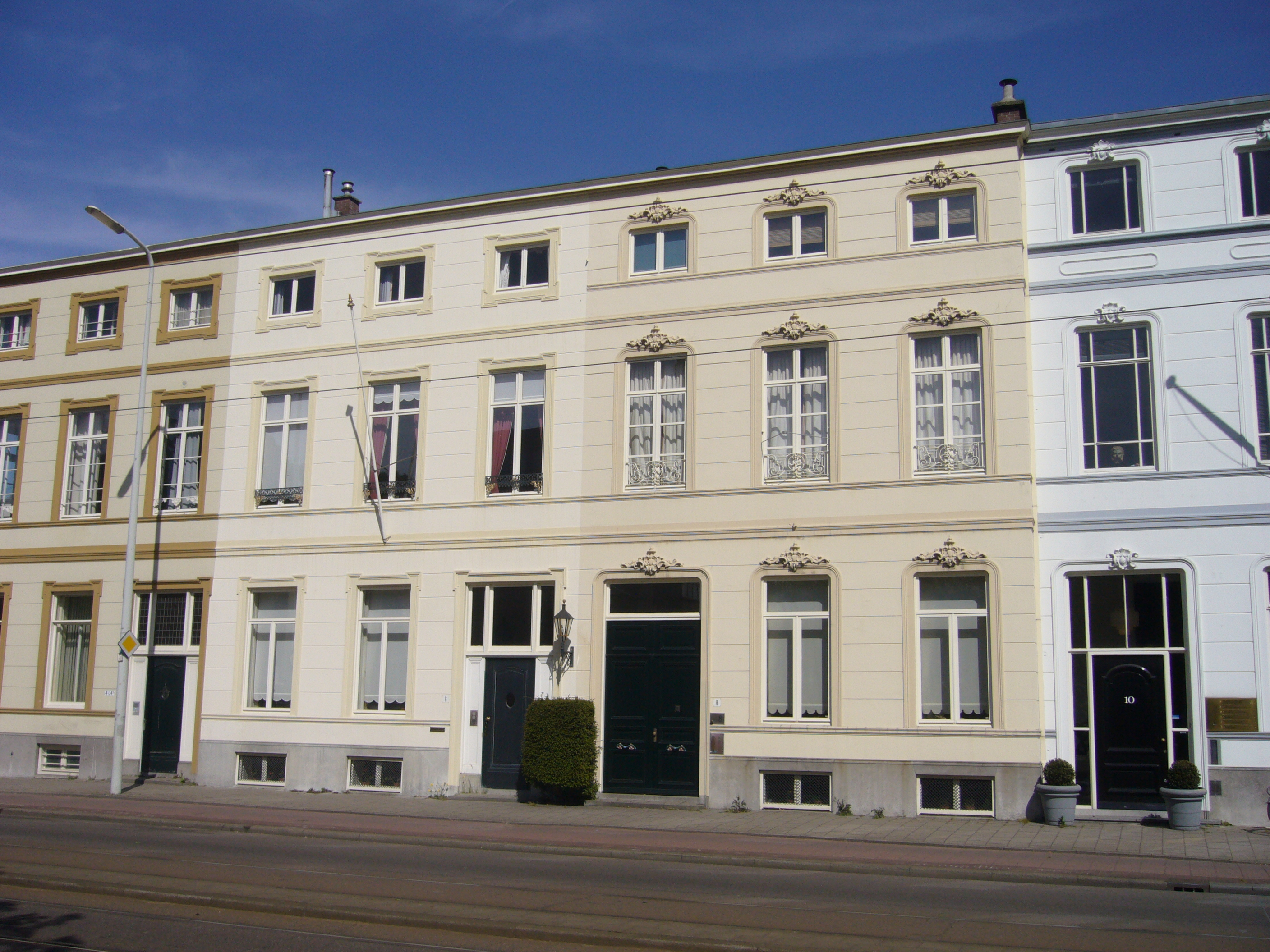
Javastraat 6-8:
voormalige locatie van Diner Thuis

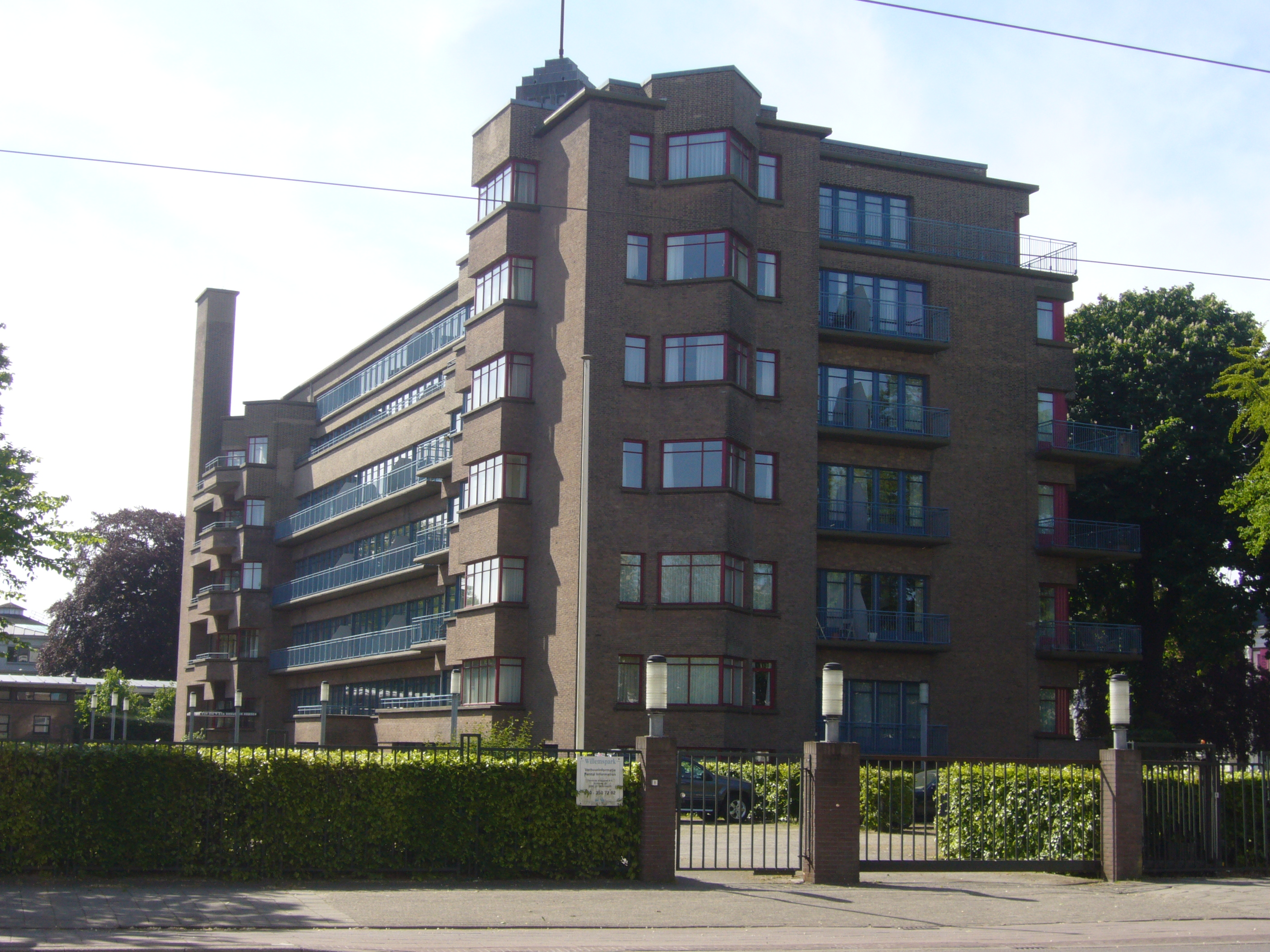
Flatgebouw Willemspark

De Javastraat is in Den Haag. De straat ligt op de grens tussen het Willemspark en de Archipelbuurt.
De Javastraat ligt ten noorden van het centrum van Den Haag en heette tot 1861 de Laan van Schuddegeest. Hij werd rond 1885 verbreed en verhard. De straat begint bij een kruising waar de Zeestraat op uitkomt en de Laan van Meerdervoort en de Scheveningseweg beginnen, waarbij de Javastraat het verlengde van de Laan van Meerdervoort is.

## Verkeer
De Javastraat is een drukke straat met eerst een breed en dan een smal gedeelte. Door het brede deel rijd tramlijn 1 en buslijn 22, 24 en 28; er zijn vier rijbanen met een vluchtheuvel in het midden. Tijdens de spitsuren is vooral het smalle deel erg druk. Vroeger had ook dat deel tweerichtingverkeer, ook met trams. In 2014 werd de brug aan het einde van de straat vernieuwd en werd het smalle deel van de Javastraat eenbaans, waardoor er ruimte kwam om ook aan de overkant een fietspad aan te leggen.

### Brede deel
Het brede deel loopt van het begin tot het Nassauplein. In het eerste stuk is de Islamitische Stichting Nederland gevestigd, en daarnaast, op nummer 2A staat ‘Huize Mellard’, het voormalige huis van Patty Brard en sinds 2015 de Orde van Vrijmetselaren en het Vrijmetselarij Museum. Verderop staan de twee panden waar tot voorheen Diner Thuis was gevestigd. Diner Thuis is nu op de Raamweg, en is sinds 2007 een van de trouwlocaties in Den Haag. Aan dezelfde kant zijn ook de ambassades van Argentinië en Guatemala, De Commercieele Club, Bridgesociëteit Blue Club, het Haags Effectenkantoor, een kunsthandelaar, en enkele gebouwen die in appartementen zijn opgedeeld. In het midden staat het oude stadhuis, dat uitzicht heeft op de Alexanderstraat en het Plein 1813.

### Smalle deel
Na het Nassauplein begint het smalle deel van de straat. Eind jaren vijftig reed een dronken automobilist tijdens het spitsuur een groot aantal fietsers in het nauwe gedeelte van de Javastraat dood. Sindsdien heeft dat deel van de straat eenrichtingsverkeer, van zuid naar noord. In dit deel van de Javastraat zijn enkele winkels en kantoren, de oudste Ierse pub van Den Haag en veel restaurants. Tussen 1906 en 1966 reden er trams van lijn 7 in beide richtingen op twee sporen door het nauwe deel van de Javastraat en door het nauwe deel van de Laan van Meerdervoort tussen Zoutmanstraat en Zeestraat. Tussen 1881 en 1905 reed er al een paardentram. Die reed via Frederikstraat en Nassauplein. In 1905 werd die vervangen door de elektrische lijn 1. In 1927 werd deze lijn opgeheven. Sindsdien had lijn 7 het rijk alleen in de Javastraat.

## Bijzondere huizen

### Even kant
- Javastraat 6-8: twee panden, in de tijd dat Diner Thuis hier was, waren de panden binnen met elkaar verbonden en hadden ze samen één tuin. Diner Thuis was een gelegenheid waar mensen een besloten ontvangst konden organiseren. Het was klassiek ingericht met een grote verzameling Chinees porselein. Toen Diner Thuis naar de Raamweg verhuisde, werden de panden en tuinen weer gesplitst en afzonderlijk verkocht.
- Javastraat 26: het voormalige stadhuis is aan de Laan van Schuddegeest gebouwd in 1862 door J.W. Arnold, die als miljonair uit Indië was teruggekeerd. Het huis lag toen in een landelijk gebied, met aan de voorzijde het Willemspark, en aan de achterkant het Alexanderveld waar militairen van de Alexanderkazerne regelmatig exerceerden. Achter het huis kwamen twee koetshuizen. Enkele jaren later liet Arnold aan weerszijden nog drie herenhuizen bouwen.
In 1910 verkocht W. graaf van Rechteren Limpurg het huis aan de gemeente Den Haag. Het stadhuis aan de Groenmarkt was te klein geworden, en van 22 april 1912 tot 1972 heeft de gemeenteraad op de Javastraat vergaderd. In deze raadzaal werden ook de eerste twee vrouwelijke raadsleden geïnstalleerd. Burgemeester Patijn zei in zijn toespraak tot de raad dat hij de benoeming van deze vrouwen "een gebeurtenis van belang in de geschiedenis van onze gemeente" achtte (in die tijd hadden vrouwen alleen passief kiesrecht). Het gebouw is vele jaren gebruikt als trouwlocatie; onder meer zijn hier enkele koninklijke huwelijken gesloten: van koningin Juliana met prins Bernhard (1937), van prinses Margriet met Pieter van Vollenhoven (1967), en van prins Constantijn met Laurentien Brinkhorst (2001).
- Javastraat 44: de Commercieele Club is een herensociëteit maar tegenwoordig wordt de locatie af en toe verhuurd.
- Javastraat 68: Koninklijke Nederlandsche Kantwerkschool. In 1906 en 1907 was Louisa Wilhelmina van der Meulen-Nulle, oprichtster van de Kantwerkschool in Apeldoorn, directrice in Den Haag. Haar werkstukken zijn na 1918 in de kantcollectie van het Rijksmuseum opgenomen.
- Javastraat 94: The Shillelagh, de oudste Ierse pub van Den Haag, werd in 2008 tweede in de verkiezing van beste Ierse pub van Nederland, volgens het Ierse Magazine & Tullamore Dew.

### Oneven kant
- Willemspark, een flatgebouw in 1928 door Henk Wegerif gebouwd aan het begin van de Javastraat, hoek Zeestraat. Tijdens de Tweede Wereldoorlog was hier een belangrijke vestiging van de Duitse contraspionage. Van 1945 tot 1990 was hier het ministerie van Sociale Zaken gevestigd.
- Javastraat 17: het huidige Louis Couperus Museum. Het museum wil graag verhuizen naar Surinamestraat 20, waar Couperus met zijn ouders woonde. Het pand werd in 1876 gekocht door H.E.W. Rodi de Loo, luitenant-kolonel van de Generale Staf, de Javastraat was toen nog een chique woonstraat. Pas later kwamen er winkels. Hij verkocht zijn huis aan W. Denick Patijn, die de eerste verdieping verhuurde aan een tandarts. In de jaren zestig opende Albert Vogel jr. en kunsthandelaar Leo Verboon beneden een galerie. In 1971 zette Vogel de galerie voort onder de naam Ornis, na zijn overlijden in 1982 nam zijn stiefdochter Caroline de Westenholz de zaak over. Gefascineerd door Louis Couperus besloot zij een museum over hem te beginnen. Na de verbouwing werd het in 1991 door Frits Bolkestein geopend.